# Frigiliana
Frigiliana és un municipi d'Andalusia, a la província de Màlaga. Limita amb els municipis de Cómpeta, Torrox i Nerja. El 2023 tenia 3.396 habitants.